# Jevdokija Balšić
Jevdokija Balšić o Eudoxia Balšić (en serbio: Јевдокија Балшић, en griego: Ευδοκία Μπάλσιτς, fl. 1411), fue una noble serbia.

## Biografía
Jevdokija era la hija de Đurađ I Balšić, señor de Zeta, y Teodora Dejanović, hija del noble Dejan, señor de Kumanovo (en Serbia). Hacia 1402, Esaú Buondelmonti, déspota de Ioánina, se divorció de su segunda esposa Irene Espata y se casó con Jevdokija. En 1411, tuvieron un hijo llamado Jorge. En ese mismo año, Esaú murió y Jorge lo sucedió. Jevdokija intentó tomar el control de Ioánina en nombre de su hijo menor. Sin embargo, no era popular entre la nobleza. Cuando supieron que Jevdokija quería casarse con un noble serbio, la derrocaron. Los nobles luego entregaron la ciudad a Carlo I Tocco, conde palatino de Cefalonia y Zacinto y sobrino de Esaú. Después de su expulsión huyó con su hijo a la corte de Juan Zenevisi, señor de Argirokastro. Luego, se dirigió a Ragusa, donde vivió con Jorge hasta su muerte después de 1428.